# Dorfkirche Pinnow (bei Angermünde)

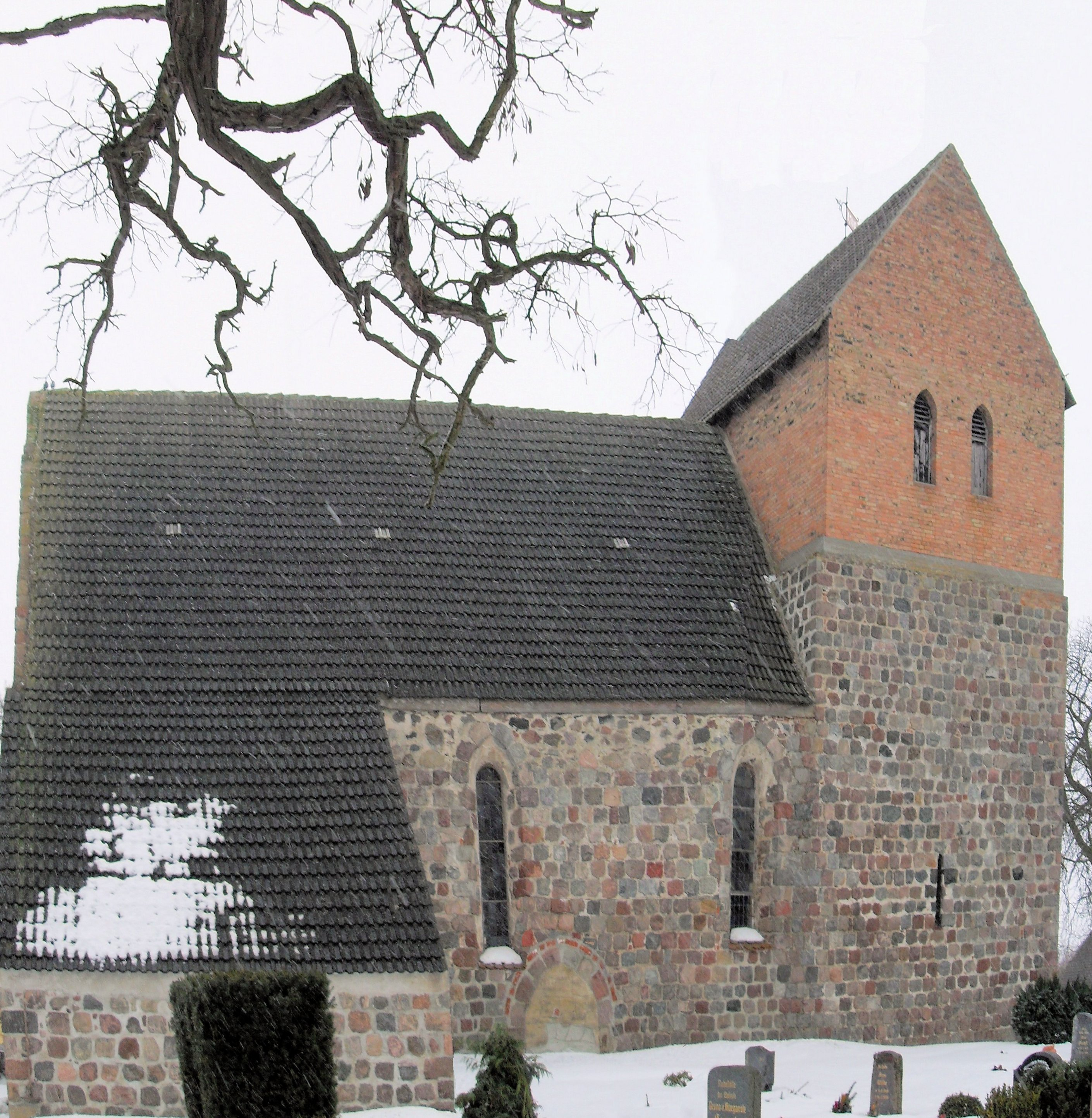
Dorfkirche Pinnow

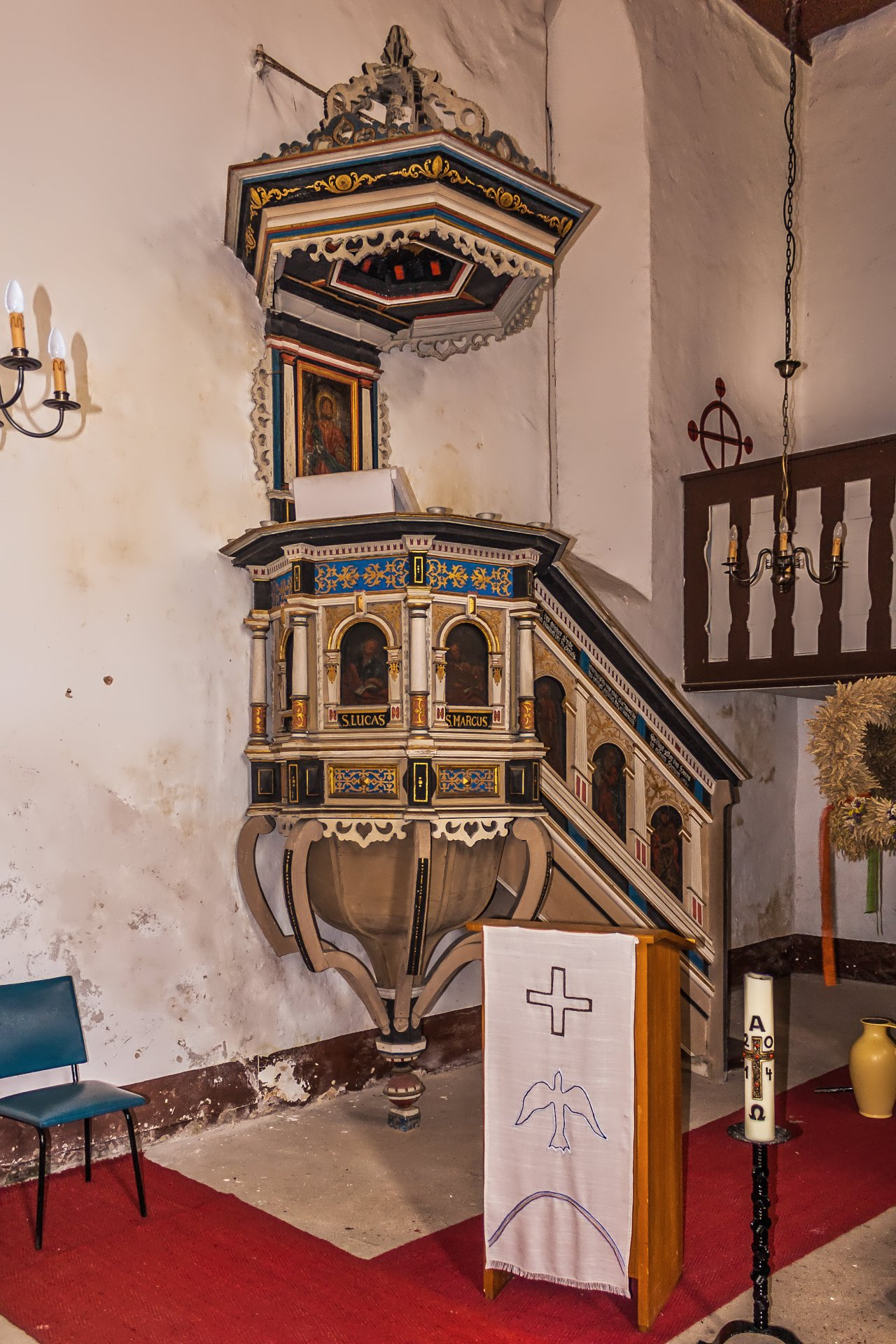
Kanzel

Die evangelische Dorfkirche Pinnow ist eine gotische Saalkirche in der Gemeinde Pinnow im Landkreis Uckermark in Brandenburg. Sie gehört zum Pfarrsprengel Schwedt/Oder im Evangelischen Kirchenkreis Uckermark der Evangelischen Kirche Berlin-Brandenburg-schlesische Oberlausitz.

## Geschichte und Architektur
Die Kirche ist ein flachgedeckter, rechteckiger Saal aus Feldstein mit einem Westturm von gleicher Breite, aus der zweiten Hälfte des 13. Jahrhunderts oder dem Anfang des 14. Jahrhunderts. Im Norden ist die tonnengewölbte Sakristei angebaut, im Süden eine spätgotische Vorhalle. Ein Teil der Dachkonstruktion wurde dendrochronologisch auf 1477 d datiert.
Der Turmabschluss aus Sichtbackstein-Mauerwerk stammt aus dem Jahr 1970, er wurde nach Abtragung des damals baufälligen barocken Turmaufsatzes erbaut.
Das Innere wurde im Jahr 1954 restauriert. Das Äußere der Kirche ist mit auffallend reichem Blendenschmuck versehen: im Westen großes, dreifach gestuftes Kreisfenster, an der Turmsüdwand ist eine große Rundbogenblende mit eingeschriebenem, vermauertem Kreisfenster; über dem Südportal eine breite, mit einem Spitzbogenfries abgeschlossene Rechteckblende aus Backstein angeordnet, die durch ein jüngeres Fenster zweigeteilt ist; im Ostgiebel sind über einer Dreifenstergruppe in Backstein nachträglich Blenden eingesetzt, in der Mitte eine Rosette.
Innen ist der Turmraum mit einer Westempore aus dem 17. Jahrhundert ausgebaut, die durch einen breiten Rundbogen zum Schiff geöffnet ist.

## Ausstattung
Der Altar ist in einer Einheit mit der Orgel in der ersten Hälfte des 18. Jahrhunderts entstanden, beide bilden eine für die Region unübliche Verbindung. Im Retabel ist ein Kreuzigungsgemälde zu sehen, in der Predella ein Abendmahlsbild; darüber ist der Orgelprospekt der Orgel von Christian Gottlieb Richter von 1712 mit geschnitzten Blattwerkwangen angeordnet. Dieser Prospekt enthält die ältesten noch vorhandenen Orgelteile der Uckermark. Die hölzerne Kanzel mit kronenförmigem Schalldeckel stammt aus der ersten Hälfte des 17. Jahrhunderts; die Ecksäulchen des polygonalen Korbs rahmen Nischen mit Bildern der Evangelisten; der Untersatz ist reich mit Beschlagwerk verziert.
Die heutige Orgel ist ein Werk von Wilhelm Remler aus dem Jahr 1859 mit fünf Registern auf einem Manual im 1712 von Christian Gottlieb Richter geschaffenen Prospekt.
Zwei historische Glocken sind erhalten, die größere trägt die Jahreszahl 1481, die kleinere die Jahreszahl 1522.